# Eleonore Woermann
Die Eleonore Woermann der Woermann-Linie war 1902 für den Passagier-, Fracht- und Postdienst zu den westafrikanischen Deutschen Schutzgebieten Togo und Kamerun und nach Deutsch-Südwestafrika von der Werft Blohm & Voss gebaut worden.
Bei Kriegsausbruch 1914 musste die Eleonore Woermann in Duala Kohlen und Proviant übernehmen, um deutsche Kriegsschiffe im Atlantik zu versorgen. Sie unterstützte die Dresden und den Hilfskreuzer Cap Trafalgar. Nachdem sie dem in den Atlantik marschierenden Kreuzergeschwader entgegen geschickt worden war, entdeckte der Schlachtkreuzer Australia die Eleonore Woermann vor der südargentinischen Küste und versenkte sie am 6. Januar 1915.

## Geschichte
Seit 1898 betrieb die Woermann-Linie fünf Linien nach West- und Südwestafrika. Letzteres wurde allerdings seit 1900 auch von der mit Woermann verbundenen DOAL angelaufen. Bis 1900 hatte die Woermann-Linie keine Passagierschiffe als Neubauten in Auftrag gegeben, sondern dafür gebrauchte Schiffe meist von der Hamburg Süd angekauft. Die ersten Passagierschiffsneubauten wurden 1900/1901 von D.J. Dunlop & Co in Port Glasgow mit den 4.000 BRT großen Schwesterschiffen Ernst Woermann und Hans Woermann geliefert, die über 100 Fahrgäste in drei Klassen transportieren konnte und eine Dienstgeschwindigkeit von 10,5 kn hatten. Dies war der letzte Bauauftrag der Reederei im Ausland.
Die nächsten Aufträge für zwei weitere Schiffe gingen an Blohm & Voss für zwei Doppelschraubenschiffe von 4.600 BRT und 12,5 kn Dienstgeschwindigkeit für 83 Fahrgäste in der I. Klasse, 68 in der II. Klasse und 50 in der III. Klasse. Die unter den Baunummern 156 und 157 von der Werft gefertigten Schwesterschiffe Eleonore Woermann und Lucie Woermann waren bis 1904 die größten Schiffe der Woermann-Linie.
Das Typschiff Eleonore Woermann lief am 23. März 1902 vom Stapel und wurde am 24. Juni an die Reederei abgeliefert. Ihr Schwesterschiff Lucie Woermann folgte im September in den Dienst. Der erhöhte Schiffsbedarf der Linie wegen des Herero-Aufstands 1904 führte zum Ankauf dreier 5.600 BRT großer Schiffe von der Bremer D.G. Argo. Größere Neubauten gab die Reederei 1905 mit der Schiffen der Gertrud Woermann-Klasse von über 6.000 BRT und Platz für 200 Fahrgäste in Auftrag.
Bei drohender Kriegsgefahr lief die Eleonore Woermann nach Duala, da die Woermann-Linie im Vertrauen auf die Kongokonferenz den Hafen für einen sicheren Besatzungsort hielt. Der Dampfer transportierte auch Kriegsbeute von Kamerun nach Deutschland. Im Jahr 1907 wurden Teile einer großen Trommel aus Banssa nach Hamburg verschifft und anschließend nach Berlin gebracht.  Dort hatten weitere neun Woermann-Liniendampfer, die Arnfried der HBAL und die Lome der Hapag sowie zehn Küstendampfer angelegt.

### Kriegseinsatz
Der Postdampfer Eleonore Woermann übernahm in Duala Kohlen und Proviant (auch unter Nutzung der Passagierräume) und verließ als einziges der größeren deutschen Schiffe die Kolonie am 7. August 1914, um deutsche Kriegsschiffe im Südatlantik zu unterstützen. Lediglich drei der Küstendampfer versuchten später noch Duala zu verlassen.

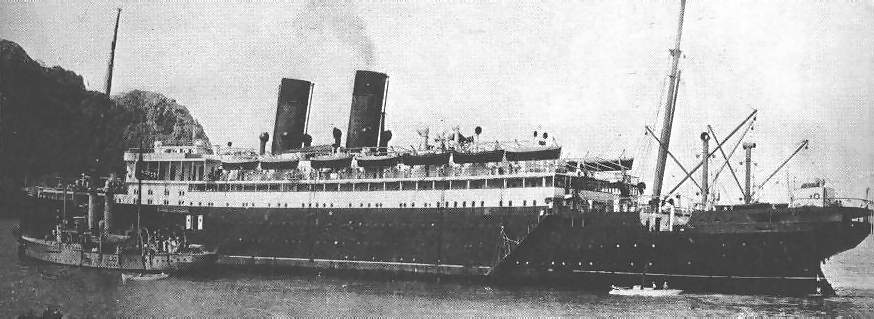
Ausrüstung der Cap Trafalgar durch die Eber

Der Postdampfer traf bei der unbewohnten brasilianischen Insel Trindade am 16. August mit der Dresden und vier weiteren deutschen Versorgungsschiffen zusammen. Der Kreuzer übernahm Proviant und Ausrüstung und die Kohlenvorräte der Eleonore Woermann wurden von zu entlassenden Versorgern aufgefüllt. Bei Trinidade traf am 19. August auch noch das aus Swakopmund kommende deutsche Kanonenboot Eber und am 23. August der Hamburg-Süd-Schnelldampfer Cap Trafalgar aus Montevideo ein, den die Eber mit ihren Waffen als Hilfskreuzer ausrüstete. Die Eleonore Woermann sollte dem Hilfskreuzer als begleitendes Versorgungsschiff dienen.
Nach erfolglosen Suchfahrt lief die Cap Trafalgar abermals zur Insel Trindade, 450 Seemeilen östlich von Vitória, wo die Kaiserliche Marine ein kleines Versorgungsdepot eingerichtet hatte. Dort wurde sie, zusammen mit dem neu eingetroffenen Hapag-Dampfer Pontos (5.703 BRT) und der Eleonore Woermann  am frühen Morgen des 14. September 1914 vom britischen Hilfskreuzer Carmania entdeckt und auf (20° 10′ S, 29° 51′ W) versenkt.
Da die Carmania schwer beschädigt abdrehte, konnten 303 der 318 Mann starken Besatzung des Hilfskreuzers gerettet werden, die von der Eleonore Woermann bis zum 24. September 1914 nach Buenos Aires gebracht wurden.
Das Schiff wurde dann als Versorger für das Geschwader Spees ausgerüstet und ging am 2. Dezember 1914 wieder Richtung Südatlantik in See. Als die Masse des Geschwaders am 8. Dezember im Seegefecht bei den Falklandinseln verloren ging, verblieb die Eleonore Woermann in den Buchten Südargentiniens, um bei Gelegenheit der entkommenen Dresden erneut Unterstützung zu leisten.

### Das Ende derEleonore Woermann
Der Verlust des deutschen Kreuzergeschwaders befreite den Schlachtkreuzer Australia, der als Flaggschiff der North America and West Indies Station vorgesehen war, von seiner Aufgabe. Die noch im Norden an der Westküste Südamerikas befindliche Australia sollte durch den Panamakanal und über Jamaika nach Großbritannien verlegen, war aber durch Probleme am Kanal gezwungen, um Südamerika herum zu laufen. Mit einer beschädigten Schraube hatte der Schlachtkreuzer am 5. Januar Port Stanley verlassen und lief nach Norden, als er am 6. Januar 1915 die abseits der üblichen Schifffahrtswege laufende Eleonore Woermann entdeckte, die mit einem Warnschuss der schweren Artillerie gestoppt wurde. Da der Kommandant meinte, nicht genug Personal für eine selbstständige Prisenbesatzung zu haben und das Schiff der Marschgeschwindigkeit des Schlachtkreuzers nicht folgen konnte, wurde die Eleonore Woermann nach Übernahme der Besatzung auf (42° 50′ 0″ S, 52° 50′ 0″ W) versenkt. Dies war der letzte Feindkontakt des Schlachtkreuzers Australia; trotz Teilnahme an zahlreichen Operationen kam es nie zu Begegnungen mit deutschen Schiffen.
| Schicksal des Schwesterschiffs | Schicksal des Schwesterschiffs | Schicksal des Schwesterschiffs | Schicksal des Schwesterschiffs | Schicksal des Schwesterschiffs | Schicksal des Schwesterschiffs |
| Name                           | Bauwerft                       | BRT                            | Stapellauf in Dienst           | weiteres Schicksal |                                |
| ------------------------------ | ------------------------------ | ------------------------------ | ------------------------------ | --- | ------------------------------ |
| Lucie Woermann                 | Blohm & Voss BauNr. 157        | 4630                           | 05.07.1902 13.09.1902          | 1914 in Hamburg, Ende März 1919 ausgeliefert, Rücktransport australischer Truppen aus Europa, am 15. August 1920 in Charter der deutschen Segelschiffsreeder mit 400 Mann nach Chile, die die dort liegenden deutschen Segelschiffe nach Europa versegeln sollen, Januar 1921 an Frankreich, von der Messageries Maritimes angekauft und als Aviateur Roland Garros ab 1922 im Ostafrika-Dienst von Marseille nach Madagaskar, Réunion und Mauritius eingesetzt, Mai 1931 nach Italien zum Abbruch verkauft. |                                |